# Egrem
Egrem (Empresa de Grabaciones y Ediciones Musicales, « entreprise d'enregistrements et d'éditions musicales ») est un label cubain de musique créé en 1964, lorsque les maisons de disques de Cuba (Discos Panart, ...) ont été nationalisées, puis regroupées en une seule entité.
L'Egrem dispose de cinq studios d'enregistrements : Areito 101 et 102, Calle 18 à La Havane et Siboney à Santiago de Cuba, ainsi que sept 'Casas de la Musica' : Miramar, La Havane, Trinidad, Santiago de Cuba, Cienfuegos, la Casa de la Trova, el Patio de los Dos Abuelos; et deux agences artistiques : Musicuba et Son de Cuba.
L'Egrem décerne des récompenses musicales, les 'Premios EGREM'.

## Artistes produits
- Algo Nuevo
- Juan Almeida
- Pacho Alonso
- Adalberto Álvarez y su Son
- Paulina Álvarez
- Orquesta Aragón
- Carlos Averhoff
- Guillermo Barreto
- Bola de Nieve
- Lino Borges
- Esther Borja
- Los Bucaneros
- Elena Burke
- Barbarito Díez
- Felipe Dulzaides y Los Armónicos
- Hilario Durán
- Rembert Egües
- Estrellas de Areito
- Los Fakires
- Roberto Faz
- Frank Fernández
- Joseíto Fernández
- Frank Emilio Flynn
- Rosita Fornés
- Rubén González
- Grupo de Experimentación Sonora del ICAIC
- Rey Guerra
- Tata Güines
- Adolfo Guzmán
- Irakere
- Enrique Jorrín
- Los Latinos
- Gina León
- Pío Leyva
- Farah María
- Beatriz Márquez
- Pablo Milanés
- Grupo Moncada
- Grupo Monumental
- Fernando Mulens
- NG La Banda
- Noel Nicola
- Jesús Ortega
- Los Papines
- Pello El Afrokán
- Raúl Planas
- Rodrigo Prats
- Carlos Puebla
- Elio Revé
- Ritmo Oriental
- Niño Rivera
- Orquesta Riverside
- Silvio Rodríguez
- Ñico Rojas
- Orquesta Antonio María Romeu
- Gonzalo Rubalcaba
- Conjunto Rumbavana
- Eduardo Saborit
- Arturo Sandoval
- Senén Suárez
- Juan Pablo Torres
- Chucho Valdés
- Merceditas Valdés
- Los Van Van
- Conjunto Yarey
- Grupo Yoyi
- Los Zafiros

et d'autres grands artistes de la musique cubaine et internationale.